# Lubuk Pakam Pekan
Lubuk Pakam Pekan is een bestuurslaag in het regentschap Deli Serdang van de provincie Noord-Sumatra, Indonesië. Lubuk Pakam Pekan telt 7860 inwoners (volkstelling 2010).